# Trương Tấn Sang
Truong Tan Sang (Đức Hòa (Long An), 21 januari 1949) is een Vietnamese politicus. Tussen 2011 en 2016 was hij de president van Vietnam.

## Biografie
Nadat Trương Tấn Sang wiskunde had gegeven in Ho Chi Minhstad, werd hij in 1969 lid van de Communistische Partij. In 1999 werd hij aangewezen als leider in het zuidelijke deel van de provincie Ho Chi Minhstad. Hij leidde de voornamelijk agrarische provincie naar een positie die het interessant maakte voor buitenlandse investeerders om erin te investeren. In 1996 werd hij lid van het Politbureau en in 2000 werd hij partijleider in Ho Chi Minhstad. In die positie zorgde hij onder meer voor een plan tegen corruptie en georganiseerde misdaad.
Bij de Vietnamese presidentsverkiezingen 2011 werd hij met 466 stemmen (97,3%) verkozen door het 'hoogste orgaan met staatsmacht' (Quốc hội Việt Nam). Het presidentschap in Vietnam is een ceremoniële positie; de minister-president neemt de dagelijkse taken waar. Trương Tấn Sang trad aan op 25 juli 2011 en diende één ambtstermijn van vijf jaar. Op 2 april 2016 werd hij als president opgevolgd door Trần Đại Quang.